# Câmera de ponte

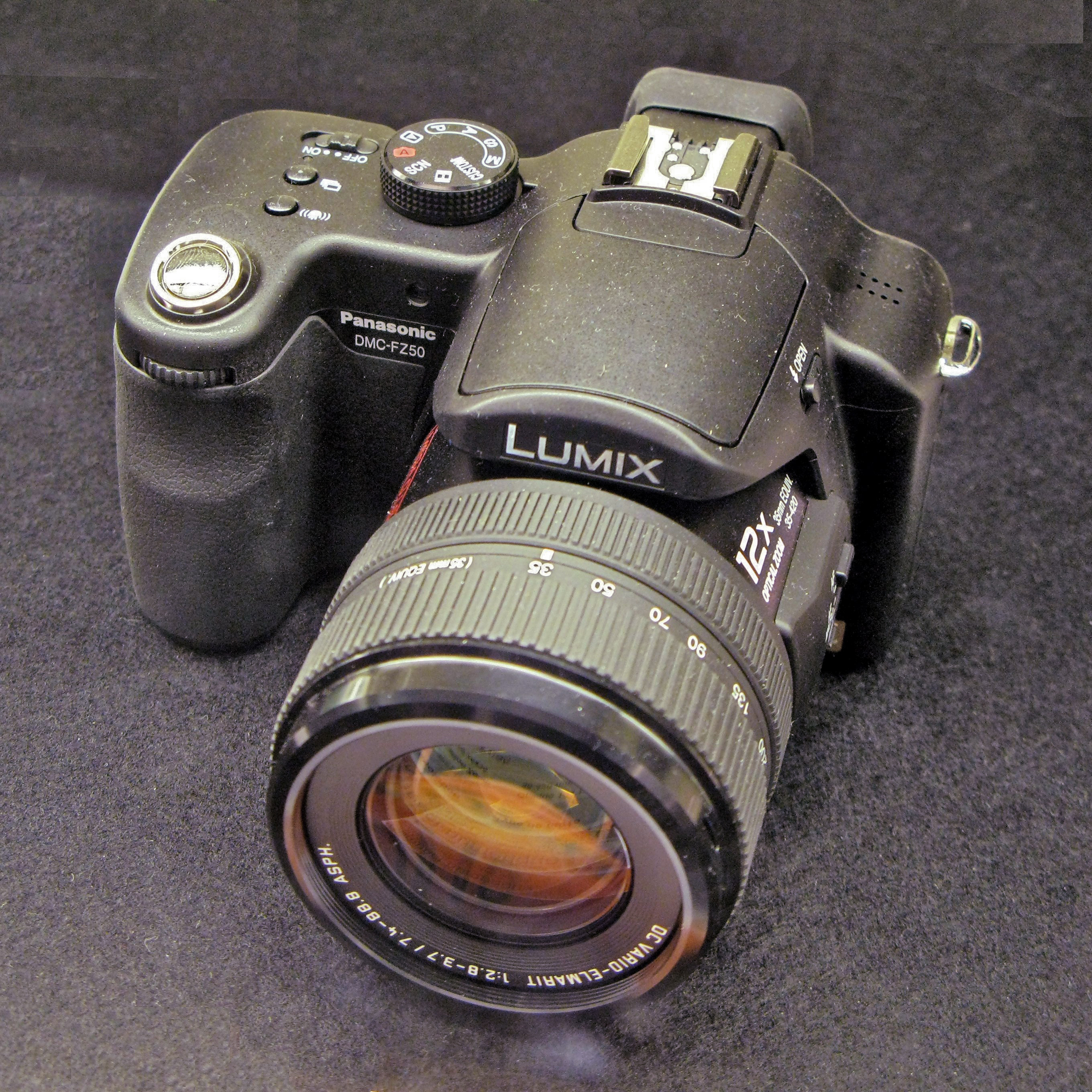
A câmera de ponte Panasonic Lumix DMC-FZ50

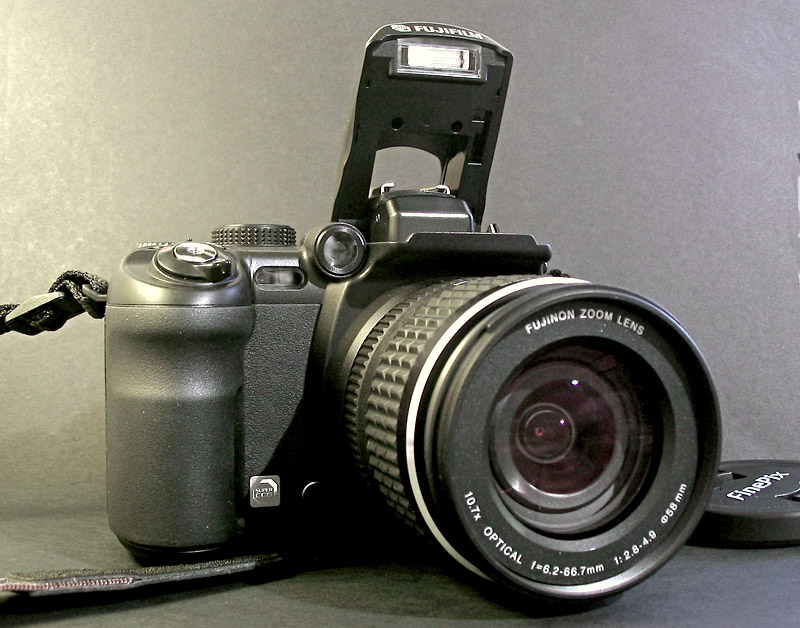
A câmera de ponte Fujifilm FinePix S9000

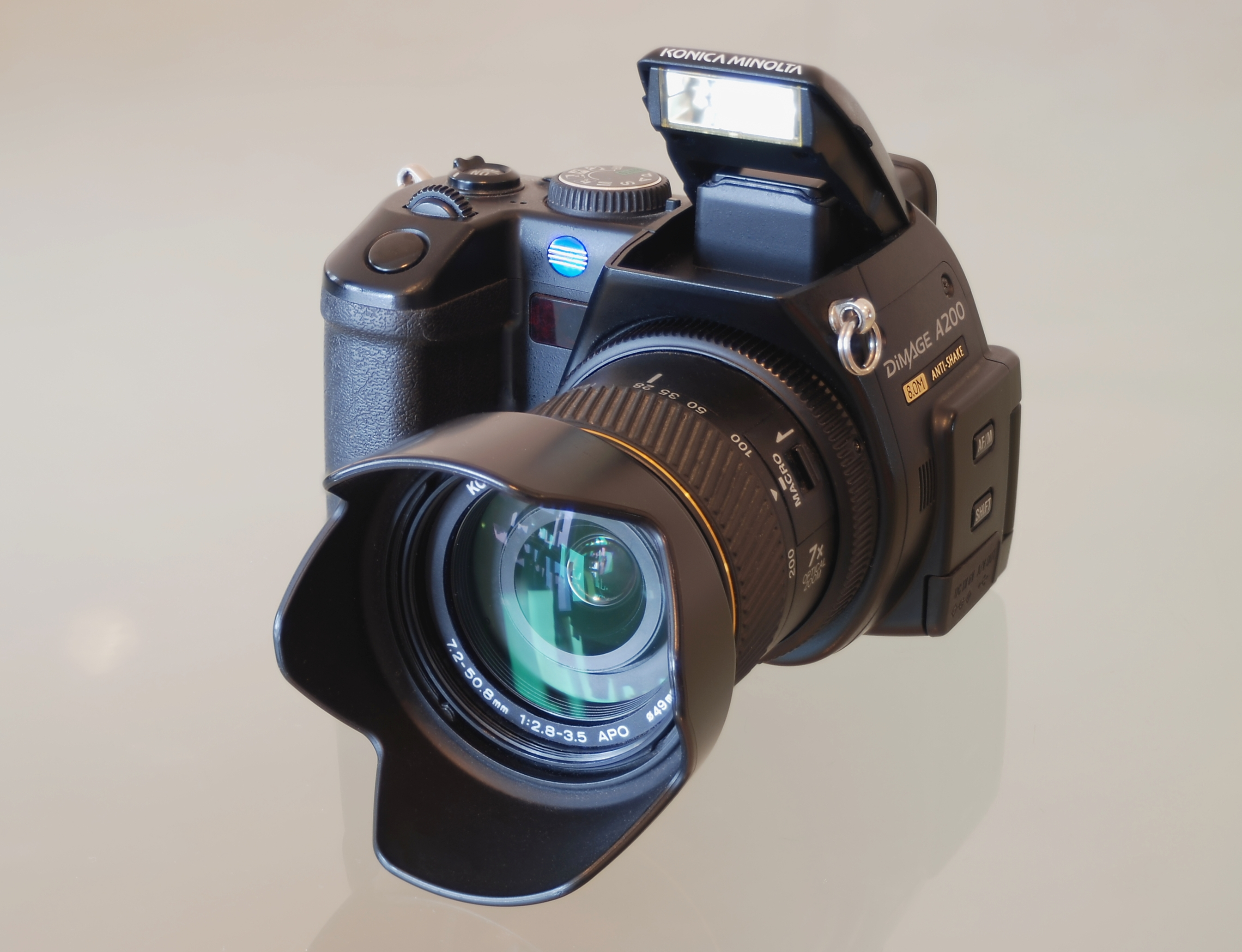
Konica Minolta DIMAGE A200 (2005)

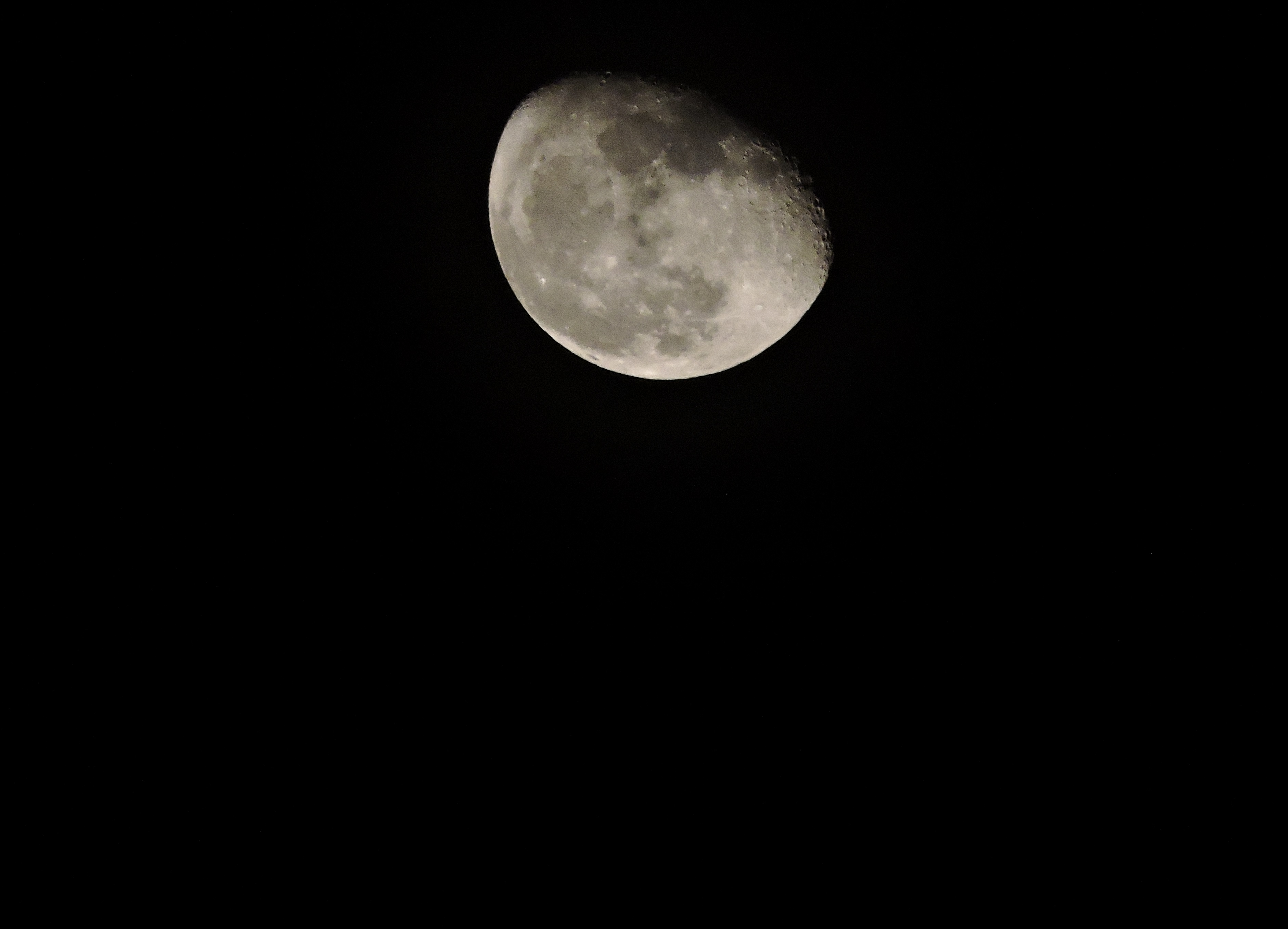
Uma foto da lua de uma câmera superzoom Nikon P530 42X

As câmeras de ponte, também chamada de câmeras "bridge" ou câmeras compactas avançadas são câmeras que preenchem o nicho de mercado entre câmeras automáticas simples e câmeras de lentes intercambiáveis, como câmeras mirrorless e câmeras SLR. Elas são costumeiramente semelhantes em tamanho e peso às menores câmeras DSLR, mas não possuem lentes intercambiáveis.  O termo em inglês bridge camera ("câmera de ponte") está em uso pelo menos desde a década de 1980, e continua a ser usado para câmeras digitais. O termo foi originalmente usado para se as câmeras de filme que faziam a "ponte" sobre o vão entre câmeras compactas e SLRs.
Como outras câmeras, a maioria das câmeras compactas avançadas atuais são digitais. Muitas câmeras desse tipo têm lentes de zoom longas, então o termo "câmera de ponte" às vezes é usado de forma intercambiável com câmera superzoom ou câmera ultrazoom. No entanto, algumas câmeras de ponte apenas zooms moderados ou curtos (como a Canon Powershot G9 ), enquanto muitas câmeras compactas possuem lentes superzoom, mas não possuem algumas funções avançadas desse grupo.
Com as vendas dos modelos aumentando rapidamente no início do século 21, as principais fabricantes de câmeras têm pelo menos uma câmera superzoom em seu rol de produtos.

## Comparação com outras câmeras
As câmeras de ponte oferecem a conveniência de uma câmera compacta (point-and-shoot) no formato de uma DSLR. A semelhança física mais notável é a localização do visor eletrônico (EVF), centralizado acima da lente como o visor óptico de uma DSLR.
Assim como as point-and-shoot e diferentemente das DSLRs, as câmeras de ponte não possuem espelho em sua estrutura óptica. Como não há montagem de lente (ao contrário de uma câmera mirrorless), o conjunto de lente de câmeras desse tipo ponte é capaz de se estender para dentro do corpo quase todo o caminho até o sensor, fazendo um uso mais eficiente do espaço.
Os modelos atuais incluem uma lente zoom motorizada que se retrai quando não está em uso e é controlada por uma alavanca no corpo, como em uma câmera compacta. Ao contrário da maioria das câmeras automáticas com lente zoom, a maioria das câmeras de ponte exige uma tampa de lente manual, pois não incluem uma tampa de lente automática.

## Uma lente fixa, mas versátil
As câmeras de ponte normalmente possuem sensores de imagem pequenos, permitindo que suas lentes também sejam menores que uma lente SLR de 35 mm ou APS-C cobrindo a mesma faixa de zoom. Como resultado, faixas de zoom muito grandes (de grande angular a telefoto, incluindo macro) são viáveis com uma só lente. A câmera de ponte típica tem um limite de zoom telefoto de mais de 400 mm (em equivalente a 35 mm), embora algumas câmeras alcancem até 2.000 mm. Por esse motivo, as câmeras de ponte normalmente se enquadram na categoria de câmeras superzoom .